# Pentagonaster duebeni
Pentagonaster duebeni è una stella marina appartenente alla famiglia Goniasteridae.

## Distribuzione e habitat
Pacifico sud-occidentale (Australia e Tasmania).

## Descrizione
Stella marina di piccola taglia con un diametro massimo che può raggiungere i 15 cm.

## Stato di conservazione

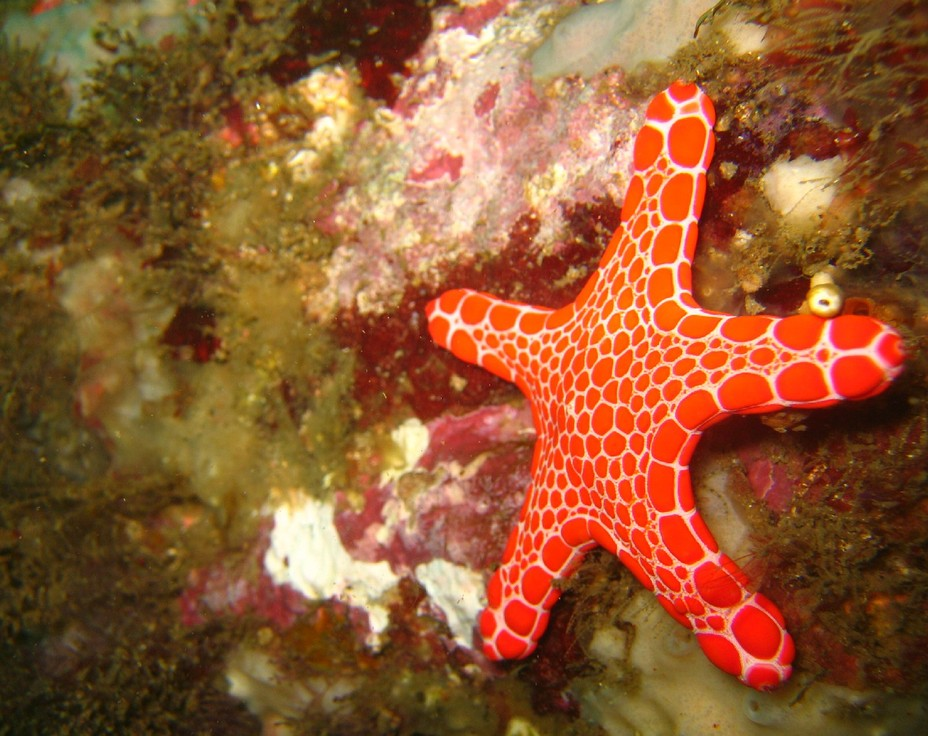
Esemplare di Pentanogaster duebeni